# Морозова, Анастасия Андреевна
Анастасия Андреевна Морозова (19 июня 2000, Ачинск, Красноярский край) — российская футболистка, полузащитница клуба «Рубин».

## Биография
Воспитанница СДЮШОР г. Ачинска (первый тренер — Александр Кох) и футбольного клуба «Енисей», где занималась футболом и мини-футболом. В детских соревнованиях признавалась лучшей защитницей соревнований.
На взрослом уровне выступала за «Енисей» с 15-летнего возраста, сначала в первом дивизионе, где стала двукратным серебряным призёром (2015, 2016), а затем в высшей лиге. На высшем уровне дебютировала 9 сентября 2017 года в матче против ЦСКА, заменив на 75-й минуте Светлану Сабанову. В 2017 году провела только один матч в высшей лиге, в 2018 году сыграла 4 матча, с 2019 по 2024 год играла регулярно. После сезона 2024 покинула «Енисей» и перешла в казанский «Рубин».
Выступала за юниорскую (до 17 лет) сборную России.